# Danyło Apostoł
Danyło Apostoł (ukr. Дани́ло Апо́стол, rum. Dănilă Apostol) ur. 4 grudnia?/14 grudnia 1654 w Soroczyńcach, zm. 17 stycznia?/28 stycznia 1734 – kozacki wojskowy i przywódca końca XVII wieku i pierwszej połowy XVIII wieku. Pułkownik mirhorodzki w latach 1683–1727, hetman Ukrainy Lewobrzeżnej w latach 1727–1734.

## Młodość
Danyło Apostoł urodził się we wsi Soroczyńce niedaleko Mirhorodu, w okręgu połtawskim. Pochodził ze znanego kozackiego rodu Apostołów, którzy przez niemal 80 lat (od 1659 do 1736) trzymali w swoich rękach urząd pułkownika w pułku mirhorodzkim. Ojciec Danyła Apostoła pochodził z mołdawskiego bojarstwa, skąd przybył na Ukrainę. W chwili śmierci ojca Apostoł miał 10 lat.
Wybrany na pułkownika pułku mirhorodzkiego w chwili śmierci ojca, lecz urząd objął dopiero W 1682 roku, w 1687 zwolniony z urzędu przez hetmana Iwana Mazepę jako zwolennik Iwana Samojłowycza, z którym Mazepa był w konflikcie. W 1693 ponownie wybrany pułkownikiem, tym razem urząd sprawował do 1727 roku. Odznaczył się podczas pochodu azowskiego 1695–1696, a w roku 1696 razem z pułkownikiem Borychowiczem rozbił nad rzeką Worsklą wojska chana krymskiego i hetmana Petryka Iwanienki. Następnie zdobył fortece Kyzykermen i Oczaków. Jednak Mazepa, który nie lubił Apostoła, nie wysłał go z wieściami o udanej wyprawie do Moskwy, wiedząc, że posłańcy będą szczodrze obdarowani.
Już w 1697 roku Mazepa, który udał się bronić zdobytych wcześniej tatarskich umocnień, wybrał Apostoła hetmanem nakaźnym.
W 1700 roku udał się na granicę ze Szwecją.

## III Wojna Północna
W czasie III wojny północnej Rosji (w latach 1700-1721) odznaczył się w walkach w Liwonii (dziś na północ od Rygi na Łotwie), pod rozkazami Borisa Szeremietiewa.
W 1704 wysłany na czele kozackiego oddziału 3000 ludzi na pomoc królowi polskiemu, gdzie brał udział w bitwie pod Warszawą w 1705 roku.
Danyło Apostoł był stronnikiem niezależnej polityki Iwana Mazepy i jednym z negocjatorów zawiązania kozacko-szwedzkiego sojuszu. 25 października 1708 wraz z kozackimi pułkami przyłączył się do armii szwedzkiej. Ale już w listopadzie, przeanalizowawszy porażki szwedzkie na terenie Ukrainy, zmienił front i przeszedł na stronę Piotra Wielkiego. Brał udział w bitwie pod Połtawą po stronie rosyjskiej.
W 1711 roku brał udział w Pochodzie Pruckim (ataku wojsk Piotra Wielkiego na Mołdawię), jako hetman nakaźny wojsk kozackich. W 1722 roku Apostoł na czele 10 tysięcy kozaków brał udział przy boku armii rosyjskiej w ataku na Persję (wojna rosyjsko-perska (1722–1723)). Stracił oko podczas walk o perską twierdzę Derbent, co dało mu przydomek Ślepy Hetman.
Był jednym z bliskich współpracowników hetmana nakaźnego Pawła Połubotoka, zwalczał Kolegium Małorosyjskie, które ograniczało autonomię Ukrainy. Polityka ta doprowadziła w roku 1723 do jego aresztowania (na polecenie Katarzyny I) m.in. wraz z Pawłem Połubotokiem i osadzenia ich w twierdzy Pietropawłowskiej.

## Wybór na hetmana
Po śmierci Piotra Wielkiego, w styczniu 1725 roku Danyło Apostoł został zwolniony na początku roku. Z kolei w 1727, z powodu rosnącego zagrożenia dla Rosji ze strony Turcji, car Piotr II, zlikwidował Kolegium Małorosyjskie ponownie oddał władzę w ręce kozaków, którzy znowu mogli wybierać swojego hetmana.
1 października 1727 roku na radzie w mieście Głuchów oddano buławę hetmańską w ręce Apostoła. w 1728 roku pojechał na koronację Piotra II, gdzie przekazał petycję z prośbą o rozszerzenie autonomii Ukrainy Lewobrzeżnej.
Danyło Apostoł zmarł w roku 1734 i został pochowany we wsi Soroczyńce, w ufundowanej przez siebie cerkwi. Nowego hetmana nie wybrano aż do 1750 roku.

## Upamiętnienie
18 sierpnia 2006 roku Prezydent Ukrainy Wiktor Juszczenko odsłonił pomnik hetmana we wsi Wielkie Soroczyńce. Popiersie hetmana odsłonięto obok cerkwi, w której został on pochowany.